# Trenton (Nebraska)
Trenton is een plaats (village) in de Amerikaanse staat Nebraska, en valt bestuurlijk gezien onder Hitchcock County.

## Demografie
Bij de volkstelling in 2000 werd het aantal inwoners vastgesteld op 507. In 2006 is het aantal inwoners door het United States Census Bureau geschat op 470, een daling van 37 (-7,3%).

## Geografie
Volgens het United States Census Bureau beslaat de plaats een oppervlakte van 1,5 km², geheel bestaande uit land. Trenton ligt op ongeveer 815 m boven zeeniveau.

## Plaatsen in de nabije omgeving
De onderstaande figuur toont nabijgelegen plaatsen in een straal van 36 km rond Trenton.